# Club Atlético Puerto Nuevo
El Club Atlético Puerto Nuevo es un club social y deportivo argentino, fundado el 12 de octubre de 1939. Tiene su sede en la ciudad de Campana perteneciente a la provincia de Buenos Aires, y su actividad principal es el fútbol. En la rama masculina, participa en la Primera C (cuarta categoría del fútbol nacional para los clubes directamente afiliados a la AFA) luego de ganar el reducido de la Primera D 2021 que le permitió ascender de categoría luego de 26 años.
Obtuvo el Torneo Apertura 1993 de la Primera D y ganó la final que le permitió ascender a la Primera C, y jugar en esa división por dos temporadas.
En fútbol femenino participó desde 2013 hasta 2016 en la Primera División de la Asociación del Fútbol Argentino, cuando descendió a la Primera B. Actualmente juega en Primera C.
Es uno de los 14 clubes que ha participado tanto en la Copa Argentina como en la Supercopa Argentina de Fútbol Femenino, su contraparte.
Otras disciplinas que se practican en la institución son: fútbol infantil, natación, tenis, vóley y otras actividades sociales, que se llevan a cabo en el predio ubicado en el barrio Don Francisco.

## Rivalidades
Su máxima rivalidad es con Real Pilar por la ciudad vecina de Pilar
También hay cierta enemistad con su vecino, Club Villa Dálmine, pero dada la diferencia de categoría entre uno y otro, no se enfrentan.

## Historia

### Inicios
El Club Atlético Puerto Nuevo fue fundado el 12 de octubre de 1939, en la ciudad de Campana, por un grupo de amigos que solían juntarse en la esquina de San Luis (hoy Eduardo Sívori) y Colón; los jóvenes, aficionados a la práctica del fútbol, deseaban participar de los campeonatos barriales de la ciudad. El nombre de la institución proviene de la película Puerto Nuevo, debido a que varios de los fundadores habían ido al cine a verla y se habían identificado con ella y con su protagonista; la misma, estrenada en 1936, narra la historia de un joven cantor oriundo de la villa del Puerto Nuevo, ubicada en la ciudad de Buenos Aires, cuya carrera profesional es financiada por una joven de la alta sociedad sin que aquel lo sepa. Dirigida por Luis César Amadori y Mario Soffici y protagonizada por Pepe Arias, Sofía Bozán y Charlo, cuenta con la música original de Francisco Canaro. Previamente habían descartado otros nombres, como Club Atlético Campana o Fútbol Club Campana.
Su primer presidente, Miguel Woicik, era oriundo de Villa Crespo. Por ese motivo eligieron los colores de Atlanta para la camiseta.
Inicialmente se afilió a la Liga Campanense de Fútbol, donde rápidamente se convirtió en uno de los animadores del torneo.

### Afiliación a AFA
En 1975, luego de tres años de gestión logró una plaza para competir en la Primera División D, la categoría más baja de las organizadas por la AFA. El primer equipo en un torneo AFA formaba con Von Zeschau, Julio Raboni y Omar Pichinelli, Luisito Sténico, Aquino y Mauro, Guizzarelli, Fabre, Jacobo Malaszuk, Moreno y Pissinis. También formaban parte del plantel Miguel Tabbia, José Dopazo, Pilar Cherey, Juan C. Díaz, A. Cherey y Cordone.

### Puerto Italiano
En 1984 se unió con el Círculo Italiano de Campana, por lo que su nombre cambió al de Puerto Italiano, aunque manteniendo la misma camiseta. Bajo esa denominación fue subcampeón en el año 1988, a un punto del campeón, el equipo que formaba con: Cella, Oscar Rodríguez, Walter Montani, Julio Viso, Espíndola, Boumera, Antivero, Azcurra, Orfila, Carelli, Enriquez, Stella, Valle, Ramón Antúnez, Oscar Montori, Hugo Yedro, Sergio Garín, Ricardo Cabrera, Horacio Forgione, Mario Gómez y Daniel Firmani. En 1991 volvió a su denominación original.

### Ascenso
En 1994 logró su primer ascenso a la Primera C, al ganarle la final a Cañuelas Fútbol Club por 4:1 de visitante, luego de un empate de local. A esa final se había clasificado al consagrarse campeón invicto del Apertura 1993, con 15 victorias y 5 empates. Ese equipo era dirigido por Carlos Pérez y formaba con Fernández,"Titi" Miño, Gustavo Kerke, Julio Viso, Esteban Leyes, Javier González, "Monchi" Godoy, Roque Cabezas, "Pajarito" Suárez, Omar Díaz y Juan Cerruti. Luego de dos temporadas en que se mantuvo en la Primera C, descendió y volvió a la Primera D.

### SigloXXI
En el año 2002, el club firmó un convenio de cooperación con la Liga del Fútbol Profesional Boliviano gerenciada por Milton Melgar. Como parte del acuerdo, el club debía cambiar el nombre a Puerto Nuevo Boliviano, pero debido al poco tiempo que duró la iniciativa, este cambio nunca llegó a formalizarse oficialmente.
En la temporada 2002-03 terminó último en la tabla general y penúltimo en la tabla de los promedios, salvándose de la desafiliación.
En las siguientes temporadas se mantuvo en zona de mitad de tabla para abajo, hasta que en el campeonato 2008-09 terminó último en la tabla de promedios, lo que derivó en su desafiliación.
En su retorno en la edición 2010-11, no pudo adaptarse y terminó nuevamente desafiliado por una temporada.
Volvió en la temporada 2012-13, y nuevamente acabó último en la tabla, con lo que se consumó su desafiliación, por cuarta vez en su historia.
En la edición 2012-13 de la Copa Argentina, con Gustavo Barnes como DT, ganó su primer partido después de vencer a Argentino de Merlo en la primera eliminatoria, por 3:1. En la siguiente fase, enfrentó a Chacarita Juniors, cayendo por 5:0, quedando afuera de la competición.
En la temporada 2014 se desarrolló un torneo de "transición" en el que se otorgaron tres ascensos y no hubo descensos.
En la temporada 2021 ascendió a la Primera C después de 26 años, venciendo a Centro Español en la final del reducido.

### Cambios de nombre
| Año  | Nombre                     |
| ---- | -------------------------- |
| 1939 | Club Atlético Puerto Nuevo |
| 1984 | Club Puerto Italiano       |
| 1991 | Club Atlético Puerto Nuevo |

PLANTEL 2024: Facu Brito ARQ Octavio Eze López Rinaldi DEF Sgo García Venegas Vale Cr. Cardozo MED Facu Leonardo Esquivel Jere Uriel Villarreal Sgo Nico Ontivero Nico Agus Damiolini DEL todos INF; Maxi Carnelutto Sgo Agus Rivas DEF Josué Salvadores Alex Gaby Penoni MED todos ex D. U.; Rod Seba Castillo DEF Franco Tom Cruz MED todos ex Acassuso; Agus Facu Fajardo ex Liniers Ale David Aquino ex Central Iguazú Marian Facu Filiosi ex Claypole Nico Blas Radusso ex V. Arenas Cr. Seba Gómez ex Dep. Arm. Ahí Vladímir Molina ex Dep Casares Facu Jose Paredes ex Cole Tobias Agus Torres ex Dep. Paraguayo todos MED Diego Armando Pertossi Gvo Gaby Soler todos ex J U Agus Mateo Falotico ex Dep. Zoe (Cañuelas) Fabi Emma Vázquez ex Social Obrera todos DEL
DT: Ariel Rosada

## Instalaciones

### Polideportivo
El club es propietario de un predio de cuatro hectáreas en el Barrio Don Francisco obtenido en la década de 1990, que cuenta con una pileta de natación, canchas de tenis de polvo de ladrillo y cemento, vóley, fútbol, además de asadores y quinchos donde se realizan actividades sociales y en verano funciona la colonia de vacaciones.

### Estadio
Su estadio lleva el nombre de Rubén Carlos Vallejos, fue inaugurado en 1997 y tiene una capacidad de alrededor de 1000 personas.
Antes de la apertura del estadio, el club hacía de local en el Estadio Municipal de Campana, donde hoy se encuentra el Parque Urbano.

## Fútbol femenino
Comenzó a participar en la máxima división del fútbol femenino en el Torneo Femenino Inicial 2013, donde finalizó en el noveno puesto. El año siguiente logró por primera vez un saldo positivo en victorias y diferencia de goles, finalizando en el séptimo lugar. Para 2015 se inauguraron los descensos y Puerto Nuevo logró la permanencia en la elite al mantenerse entre los primeros diez puestos.
En la temporada 2016, descendió a la Primera B, donde juega desde entonces.
| Torneo                       | Puesto | Puntos | PG | PE | PP | GF | GC | DG  |
| ---------------------------- | ------ | ------ | -- | -- | -- | -- | -- | --- |
| Torneo Femenino Inicial 2013 | 9.º    | 16     | 5  | 1  | 8  | 16 | 33 | -17 |
| Torneo Femenino Final 2014   | 7.º    | 22     | 7  | 1  | 6  | 21 | 20 | +1  |
| Torneo Femenino 2015         | 8.º    | 24     | 7  | 3  | 7  | 22 | 24 | -2  |
| Total                        |        | 62     | 19 | 5  | 21 | 59 | 77 | -18 |

## Datos del club

### Fútbol masculino
- Temporadas en Primera División: 0
- Temporadas en Primera B Nacional: 0
- Temporadas en Primera B: 0
- Temporadas en Primera C: 5 (1994/95-1995/96, 2022, 2023, 2024)
- Temporadas en Primera D: 47 (1975-1993/94, 1996/97-2008/09, 2010/11, 2012/13 y 2014-2021)
- Temporadas desafiliado: 3 (2009/10, 2011/12 y 2013/14)

##### Total
- Temporadas en Cuarta División: 16
- Temporadas en Quinta División: 35

#### Participaciones en Copa Argentina
| Año                    | Ronda                    | PJ | PG | PE | PP | GF | GC | DG |
| ---------------------- | ------------------------ | -- | -- | -- | -- | -- | -- | -- |
| Copa Argentina 2012-13 | 2.ª eliminatoria         | 2  | 1  | 0  | 1  | 3  | 6  | -3 |
| Copa Argentina 2014-15 | 1.ª eliminatoria         | 1  | 0  | 1  | 0  | 1  | 1  | 0  |
| Copa Argentina 2022    | Treintaidosavos de final | 1  | 0  | 0  | 1  | 1  | 2  | -1 |
| Total                  | 3/5                      | 4  | 1  | 1  | 2  | 5  | 9  | -4 |

### Fútbol femenino
- Temporadas en Primera División: 4 (2013-14, 2014, 2015, 2016)
- Temporadas en Segunda División: 3 (2016-17, 2017-18, 2018-19)

#### Participaciones en Supercopa Argentina
| Año                                         | Ronda            | PJ | PG | PE | PP | GF | GC | DG |
| ------------------------------------------- | ---------------- | -- | -- | -- | -- | -- | -- | -- |
| Supercopa Argentina de Fútbol Femenino 2015 | Octavos de final | 1  | 0  | 0  | 1  | 0  | 2  | -2 |
| Total                                       | 1/1              | 1  | 0  | 0  | 1  | 0  | 2  | -2 |

## Uniforme
- Uniforme titular: Camiseta azul con rayas amarillas, pantalón y medias azules.
- Uniforme alternativo: Camiseta blanca, pantalón y medias blancas.

### Indumentaria y patrocinador
| Período       | Proveedor    |
| ------------- | ------------ |
| 1980-1990     | Uribarri     |
| 1990-1992     | D-Tap        |
| 1992-1994     | Uhlsport     |
| 1994-1996     | Puma         |
| 1996-1999     | Uhlsport     |
| 1999-2001     | LAG          |
| 2001-2003     | Kalong       |
| 2003-2005     | Iponoo       |
| 2005-2006     | Kappa        |
| 2006-2013     | Iponoo       |
| 2013-2014     | Marca Propia |
| 2015-2017     | Vi Sports    |
| 2018-2021     | Meglio       |
| 2022-2023     | Sama         |
| 2024          | Avatar Sport |
| 2025-presente | Vi Sports    |

| Período       | Patrocinador                                   |
| ------------- | ---------------------------------------------- |
| 1986-1990     | Cestrilli Automotores                          |
| 1990-1992     | D-Tap                                          |
| 1992-1993     | Helvetia Argentina/Manya Deportes              |
| 1993-1994     | Banco Federal/Manya Deportes                   |
| 1994-1995     | Scordo Seguros                                 |
| 1995-1998     | Manya Deportes                                 |
| 1998-1999     | Teledelta                                      |
| 1999-2001     | Esso Servicentro Rivadavia                     |
| 2001-2003     | Angiocor                                       |
| 2003-2004     | Ninguno                                        |
| 2004-2005     | Saib                                           |
| 2005-2006     | Pinturerías Brazo Largo                        |
| 2006-2008     | La Barra Pub                                   |
| 2008-2011     | Panadería Fénix                                |
| 2011-2012     | Aislaciones Derqui                             |
| 2012-2013     | Ávila Argentina/Jusa                           |
| 2013-2014     | La Gran 7                                      |
| 2014-2018     | JCO Aislaciones Industriales                   |
| 2018-2019     | Marmolería Alecar/Panadería Fénix              |
| 2019-2020     | Marmolería Alecar/JCO Aislaciones Industriales |
| 2020-2021     | Marmolería Alecar                              |
| 2021-presente | Municipalidad de Campana                       |

## Palmarés

### Torneos nacionales
- Primera D (1): 1993-94

### Torneos regionales
- Liga Campanense de Fútbol (1): 1956.

### Otros logros
- Ascenso a Primera C: 1993-94, 2021.
- Ganador Torneo Apertura Primera D: 2021

## Goleadas

### Torneos nacionales
- A Favor

- En Primera D 9 - 0 a UAI Urquiza en 1993

- En Contra

- En Primera D 0 - 8 vs Villa San Carlos en 2001